# Куниш, Пауль

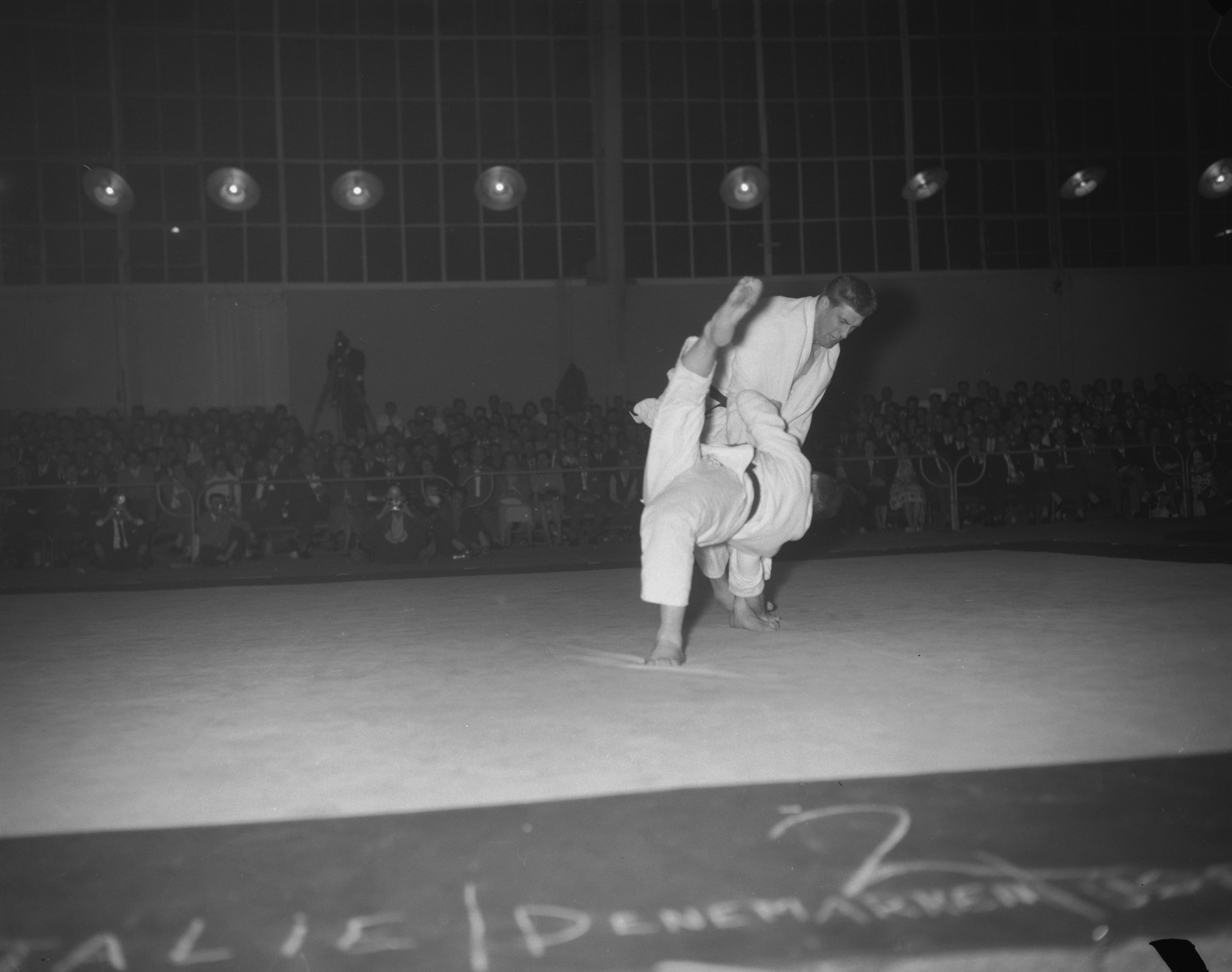
Одна из схваток чемпионата Европы 1960 года: голландец Антон Гесинк против Пауля Куниша.

Пауль Куниш (нем. Paul Kunisch; род. 2 апреля 1930) — австрийский дзюдоист, чемпион (1954, 1956, 1958, 1959—1961, 1963), серебряный (1951—1953) и бронзовый (1948, 1955, 1957, 1965) призёр чемпионатов Австрии, серебряный (1959, 1961) и бронзовый (1959) призёр чемпионатов Европы, бронзовый призёр чемпионата Европы 1960 года в Амстердаме в командном зачёте. Выступал в полутяжёлой (до 80 кг) и абсолютной весовых категориях.